# Варта (гмина)
Варта (пол. Warta) — гмина (волость) в Польше, входит как административная единица в Серадзкий повет, Лодзинское воеводство. Население — 13 160 человек (на 2004 год).

## Соседние гмины
1. Гмина Блашки
2. Гмина Добра
3. Гмина Гощанув
4. Гмина Пенчнев
5. Гмина Серадз
6. Гмина Шадек
7. Гмина Врублев
8. Гмина Задзим
9. Гмина Здуньска-Воля